# ترويسدورف
ترويزدورف (بالألمانية: Troisdorf) هي بلدة ألمانية تقع في ألمانيا في Rhein-Sieg-Kreis. يقدر عدد سكانها بـ 74,790 نسمة .

## المدن التوأمة
مدن كورفو، ايفري، جينك، هايدهناو (زاكسن)، Redcar and Cleveland، نانتونغ، Mušutište، Özdere، كورفو (مدينة) وSouth Bank, North Yorkshire هي مدن توأمة لـترويزدورف.

## أعلام
- ميتشل فايزر
- ماكس هوف
- ماتياس هامل
- مالكولم كاكوتالوا
- هارالد ثيسين